# Tauzer
Tauzer (arabul توزر; nyugati nyelvekre átírva: Tozeur) oázis és város Tunézia délnyugati részén, a Sott-el-Dzserídtől északnyugatra. Tozeur kormányzóság székhelye.
Az ókorban a város Tusuros néven volt ismert. A medinában máig megtalálhatók a hagyományos arab építészet emlékei. Az oázis több százezer pálmafáján termő datolya közismert exportcikk. A gépi meghajtású járművek megjelenése előtt a Szaharán keresztül zajló kereskedelem fontos állomása volt. Napjainkban egyre nagyobb szerephez jut a turizmus, amely Tunézia sivatagi tájai felé irányul.
Lakossága mintegy 32 400 fő (2004).
1997-ben a város közelében forgatták a Csillagok háborúja filmsorozat elképzelt univerzumában szereplő egyik város, Mos Espa külső helyszíneit.